# Norman Geschwind
Norman Geschwind, né le 8 janvier 1926 à New York et mort le 4 novembre 1984 à Boston est un neurologue et psychiatre américain. Ses activités de chercheur l'ont parfois fait considérer comme le père de la neurologie comportementale.
Après des études partagées entre la psychiatrie et le neurologie, il s'attache tout au long de sa carrière à faire le lien entre ces deux disciplines à travers l'étude entre autres de certaines aphasies, de l'épilepsie, et de la dyslexie développementale.
Deux prix portent son nom : le Norman Geschwind Award créé par l'académie américaine de neurologie (en) et la Society for Behavioral and Cognitive Neurology, ainsi que le Norman Geschwind-Rodin Prize, une récompense suédoise sur les recherches sur la dyslexie.
Il a également laissé son nom au modèle Wernicke-Geschwind (en), au Syndrome de Geschwind et à l'hypothèse Geschwind-Galaburda (en).

## Biographie

### Formation
Après une scolarité à la Boy's High School de Brooklyn (à New York), il rejoint l'université Harvard en 1942, à l'origine pour étudier les mathématiques. Mais après une interruption due à la Seconde Guerre mondiale, il change de département pour étudier les relations entre le social, la psychologie personnelle et l'anthropologie culturelle. Il rejoint la section médicale de Harvard avec l'intention initiale de devenir psychiatre. Puis il s'oriente vers l'étude de la neuroanatomie avec Marcus Singer où il commence à s'intéresser à l'aphasie et à l'épilepsie.
Il est diplômé en 1951 et poursuit ces études au London’s National Hospital de 1952 à 1953 puis au United States Public Health Service de 1953 à 1955. Il y travaille avec Charles Symonds qui relève l'importance de l'étude des mécanismes neurologiques pour comprendre des dysfonctionnements.

### Carrière américaine
En 1955 il devient résident au Boston City Hospital dans le service de Derek Denny-Brown. De 1956 à 1958 il poursuit des études sur les désordres musculaires au département biologie du MIT.
Il rejoint ensuite le département neurologie du Boston Veterans Administration Hospital en 1958. Il continue à développer son intérêt clinique pour les aphasie du développement à travers les études des bases neurologique du langage et des fonctions cognitives supérieures. 
Fred Quadfasel, qui dirige ce département, l'encourage à étudier les textes classiques de la neurologie (qui remontent à Paul Broca et à Carl Wernicke) d'où ont émergé les premières théories de la localisation des fonctions cérébrales. En 1962 il dirige ce département.
Avec Edith Kaplan il crée un centre de recherche sur l'aphasie à l'université de Boston qui serra pionnier dans le domaine.

### Carrière anglaise
En 1969, Norman Geschwind rejoint Harvard où il succède à Derek Denny-Brown. Il y poursuit ses recherches sur les aphasies et l'épilepsie, mais aussi sur la dyslexie, sur la neuroanatomie de l'asymétrie cérébrale, et sur différentes aires liées à des dysfonctionnements cérébrales.
Il est remarqué pour son enseignement inspiré et pour son approche interdisciplinaire de la recherche. Il influence profondément la neurologie des deux côtés de l'Atlantique.
Dans les années 1970 il crée l'appellation de behavioral neurology, (neurologie comportementale en français), pour décrire les cheminements physiques des fonctions cérébrales supérieures qu'il commence à exposer aux meeting de l'Académie Américaine de Neurologie.
Dans ces dernières années il travaille avec quelques chercheurs dont il oriente la carrière vers la neurologie comportementale, notamment : Kenneth Heilman, Elliott Ross, ou encore David N. Caplan.